# Cheia, Alba
Cheia este un sat în comuna Râmeț din județul Alba, Transilvania, România.
Datorită accesului dificil și scăderii demografice, satul a ajuns în prezent aproape pustiu, având doar 3 locuitori.

## Obiective turistice
- Rezervațiile naturale Cheile Pravului (3 ha), Cheile Râmețului (40 ha) și Cheile Piatra Bălții (2 ha).

 Acest articol despre o localitate din județul Alba este deocamdată un ciot. Puteți ajuta Wikipedia prin completarea lui.